# استفن پیترز
استفن پیترز (به انگلیسی: Steffen Peters) (زادهٔ ۱۸ سپتامبر ۱۹۶۴ میلادی) یک سوارکار آمریکایی متولد آلمان است که در مسابقات درساژ نمایندگی کشور ایالات متحده آمریکا را می‌کند. او در چهار المپیک شرکت داشته‌است؛ که در دو دورهٔ آن (۱۹۹۶ و ۲۰۱۶) برندهٔ مدال برنز شده‌است.او در چندین رقابت بین‌المللی دیگر نیز موفقیتهایی را بدست آورده‌است؛ که شامل مدال برنز تیمی بازی‌های جهانی سوارکاری ۲۰۰۶ و دو مدال انفرادی بازی‌های جهانی سوارکاری ۲۰۱۰ و همین‌طور مدال طلای انفرادی و تیمی در بازی‌های پان امریکن ۲۰۱۱ و بازی‌های پان امریکن ۲۰۱۵ نیز می‌شود. اسبی که او به همراهش چندین موفقیت بدست آورده نامش راول بوده‌است که در سال ۲۰۱۲ این اسب بازنشسته شد.